# Adoración (obra de teatro)
Adoración es una obra de teatro  de Jacinto Benavente, estrenada en 1948.

## Argumento
La obra comienza con el asesinato de Isidoro, tras una violenta discusión con Eulalia. Rosendo, que se encuentra profundamente enamorado de Eulalia, se lo confiesa y para demostrárselo, se declara culpable del crimen. Finalmente, Eulalia confiesa su crimen y declara que lo único que Rosendo realizó fue ayudarla, preparándolo todo para que pareciera un suicidio. Con su confesión, Eulalia podrá por fin ganarse el perdón de sus hijos y la bendición de estos para poder disfrutar su amor con Rosendo.

## Estreno
- Teatro Cómico, Madrid, 3 de diciembre de 1948.
  - Dirección: Felipe Sassone.
  - Estructura: Un prólogo y dos actos.
  - Intérpretes: María Palou, Teófilo Palou, Montserrat Blanch, Manuel Arbó, Ana María Méndez, Angel de Andrés, Tomas Blanco.